# Edwin Cerrillo
Edwin Javier Cerrillo (Waco, Texas, Estados Unidos, 3 de octubre de 2000) es un futbolista estadounidense. Juega como centrocampista y su equipo actual es el LA Galaxy de la Major League Soccer de Estados Unidos.

## Clubes
| Club                    | País           | Año           |
| ----------------------- | -------------- | ------------- |
| F. C. Dallas            | Estados Unidos | 2019-2023     |
| North Texas SC (Cedido) | Estados Unidos | 2019-2021     |
| LA Galaxy               | Estados Unidos | 2023-presente |

## Palmarés

### Títulos nacionales
| Título              | Equipo       | País           | Año  |
| ------------------- | ------------ | -------------- | ---- |
| Major League Soccer | L. A. Galaxy | Estados Unidos | 2024 |